# Иллинойсский технологический институт
Иллинойсский технологический институт (англ. Illinois Institute of Technology, сокр. Illinois Tech или IIT) — исследовательский университет в Чикаго, основанный в 1940 году. Здесь обучаются более 7000 студентов на отделениях математики, инженерного дела, архитектуры, психологии, экономики и права.

## История
В 1890 году чикагский проповедник и педагог Фрэнк Гансолус произнёс свою речь, известную как «Проповедь на миллион долларов» («Million Dollar Sermon») с кафедры церкви недалеко от того места, которое сейчас занимает Иллинойский технологический институт. Вдохновленный этой речью предприниматель и благотворитель Филип Армор-старший пожертвовал 1 миллион долларов на создание Института Армора (Armour Institute), который в первые годы существования поддерживали также его жена и сын. Институт Армора открылся в 1893 году и предлагал профессиональные курсы в области инженерии, химии, архитектуры и библиотечного дела. Первым руководителем Института Армора стал Фрэнк Гансолус (1892—1921), затем его сменил Ховард Рэймонд.
Иллинойсский технологический институт был основан в 1940 году в результате объединения двух учебных заведений: Института Армора и Института Льюиса (Lewis Institute, основан в 1895 году в Чикаго, предлагал гуманитарные, а также научные и инженерные курсы для мужчин и для женщин). Кампус технологического института, расположенный на юге Чикаго, был первым крупным кампусом в США. Общую концепцию кампуса и отдельные его здания спроектировал в 1938 году Людвиг Мис ван дер Роэ. Некоторые здания кампуса охраняются государством как памятники неороманской архитектуры.
Основанный Ласло Мохой-Надем в 1937 году Институт дизайна (Institute of Design) объединился с Иллинойсским технологическим институтом в 1949 году. Чикагско-Кентский юридический колледж (Chicago-Kent College of Law), основанный в 1887 году, стал частью университета в 1969 году, что сделало Иллинойский технологический институт одним из немногих технологических университетов с юридической школой.
Инженерный колледж Среднего Запада (The Midwest College of Engineering), основанный в 1967 году, присоединился к университету в 1986 году.

## Деятельность
На сегодня Технологический институт Иллинойса является частным университетом, присуждающим докторскую степень, с программами в области инженерии, естественных наук, гуманитарных наук, прикладных технологий, архитектуры, бизнеса, дизайна и права. Он является одним из 23 учебных учреждений, входящих в Ассоциацию независимых технологических университетов.
Технологический институт Иллинойса имеет в своём составе пять академических подразделений:
- College of Computing
- Armour College of Engineering
- Lewis College of Science and Letters
- College of Architecture
- Chicago-Kent College of Law

а также Institute of Design и Stuart School of Business
Технологический институт включен Princeton Review в список 378 лучших колледжей США за 2014 год и в список Лучших колледжей Среднего Запада (Best Midwest Colleges). Также он был признан U.S. News & World Report университетом 1-го уровня, став 96-м лучшим университетом страны и третьим лучшим университетом в столичном районе Чикаго (после Чикагского университета и Северо-Западного университета) в номинации «Best Colleges 2019».

### Президенты
Президентами основанного в 1940 году Иллинойсского технологического института были:
- 1937—1952 − Генри Хилд[англ.]
- 1952—1973 − Джон Ретталиата[англ.]
- 1973—1974 − Maynard P. Venema[13]
- 1974—1987 − Томас Лайл Мартин[англ.]
- 1987—1989 − Мейер Фельдберг[англ.]
- 1989—1990 − Генри Линден[англ.]
- 1990—2007 − Льюис Колленс[англ.]
- 2007—2015 − Джон Леонард Андерсон[англ.]
- 2015—2021 − Alan W. Cramb

С 2021 года президентом является Радж Эчамбади (Raj Echambadi).

### Преподаватели
- Людвиг Мис ван дер Роэ — один из величайших архитекторов.
- Леон Макс Ледерман — Нобелевская премия по физике, 1988.
- Герберт Саймон — Нобелевская премия по экономике, 1978.

### Выпускники
- Вальдас Адамкус (1960) — Президент Литвы.
- Мартин Купер (1950) — изобретатель мобильного телефона.
- Джек Стейнбергер — Нобелевская премия по физике, 1988.